# Under the Pipal Tree
Under the Pipal Tree è il primo album in studio del gruppo musicale giapponese Mono, pubblicato nel 2001.

## Tracce
1. Karelia (Opus 2) – 12:30
2. The Kidnapper Bell – 10:00
3. Jackie Says – 7:29
4. Op Beach – 5:45
5. Holy – 1:40
6. Error #9 – 12:32
7. L'america – 4:36
8. Human Highway – 9:05

## Formazione
Gruppo
- Goto Takaakira – chitarra
- Tamaki – basso
- Takada Yasunori – batteria
- Yoda – chitarra

Altri musicisti
- Shika Udai – violoncello (tracce 1 e 8)